# Forks (Washington)
Forks je grad u američkoj saveznoj državi Washington. Prema popisu stanovništva iz 2010. u njemu je živjelo 3.532 stanovnika.